# Volo Delta Air Lines 1086
Il volo Delta Air Lines 1086 è stato un collegamento passeggeri di linea nazionale tra Atlanta e New York, negli Stati Uniti d'America. Il 5 marzo 2015, un McDonnell Douglas MD-88 uscì di pista durante l'atterraggio all'aeroporto LaGuardia di New York. L'aereo oltrepassò la recinzione perimetrale, scivolò per circa 290 metri e si fermò con il muso sospeso sopra la baia di Flushing. Non ci furono vittime, in 24 riportarono lievi ferite. L'aereo fu gravemente danneggiato e, in seguito, venne demolito.
La relazione finale del National Transportation Safety Board rivelò che la probabile causa dell'incidente fu l'incapacità del pilota di mantenere il controllo direzionale dell'aereo a causa dell'eccessiva spinta degli inversori, che degradò l'efficacia del timone nel controllare la direzione del velivolo.

## L'aereo

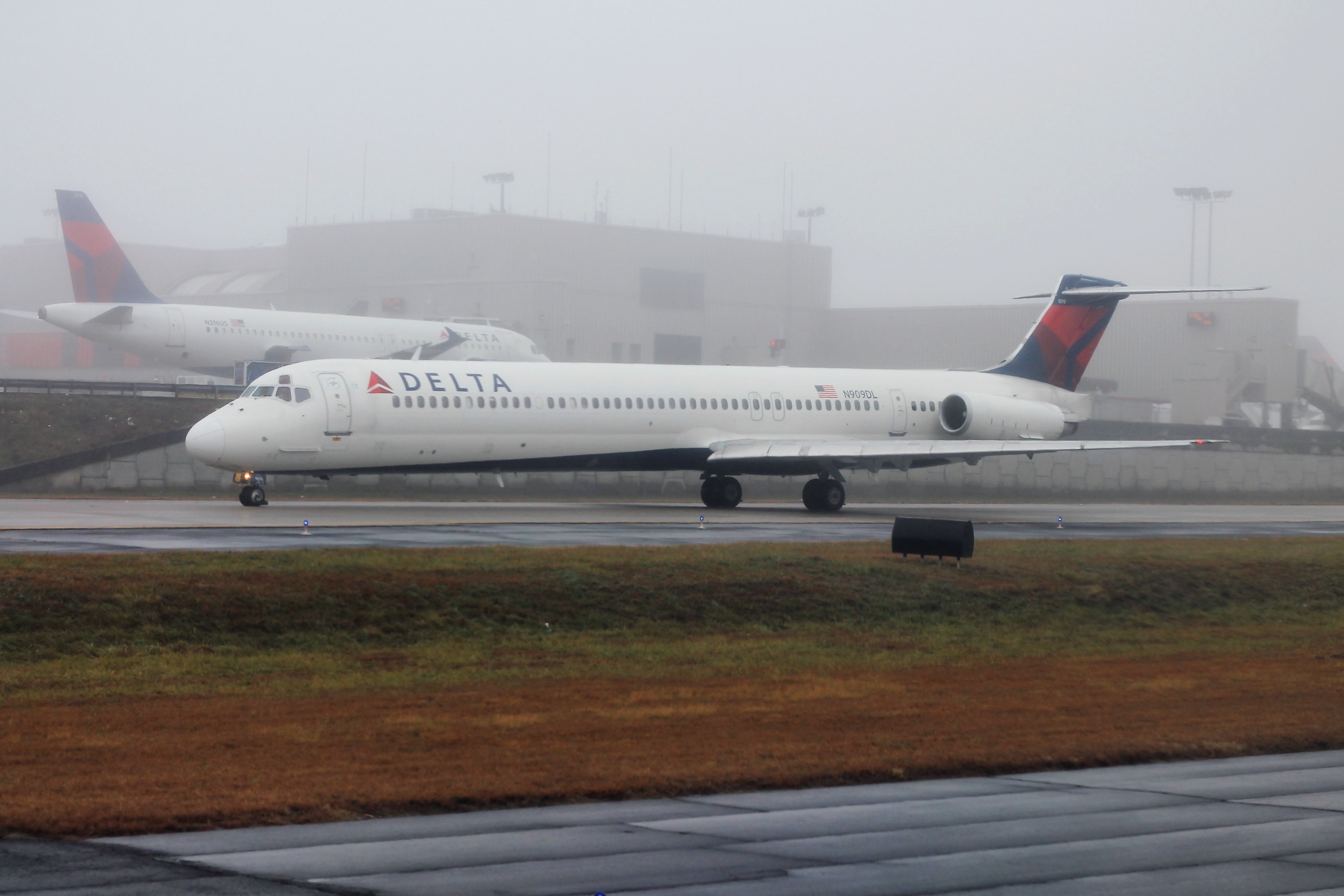
L'aereo coinvolto nell'incidente, fotografato nel gennaio 2015.

L'aeromobile coinvolto era un McDonnell Douglas MD-88, marche N909DL, numero di serie 49540, numero di linea 1395. Volò per la prima volta il 2 luglio 1987 e venne consegnato a Delta Air Lines qualche mese dopo, il 29 dicembre 1987. Era alimentato da 2 motori turboventola Pratt & Whitney JT8D-219. Al momento dell'incidente, l'aereo aveva quasi 28 anni e aveva accumulato 71 195 ore di volo in 54 865 cicli di decollo-atterraggio.

## L'equipaggio
Il comandante era un 56enne ex pilota della United States Air Force, che si era unito a Delta Air Lines nell'agosto 1989. Aveva 15 200 ore di esperienza di volo, delle quali 11 000 su MD-88 e MD-90.
Il primo ufficiale, un 46enne, lavorava per Delta dal 2007 e aveva registrato 11 000 ore di volo, di cui 3 000 su MD-88 e MD-90.

## L'incidente

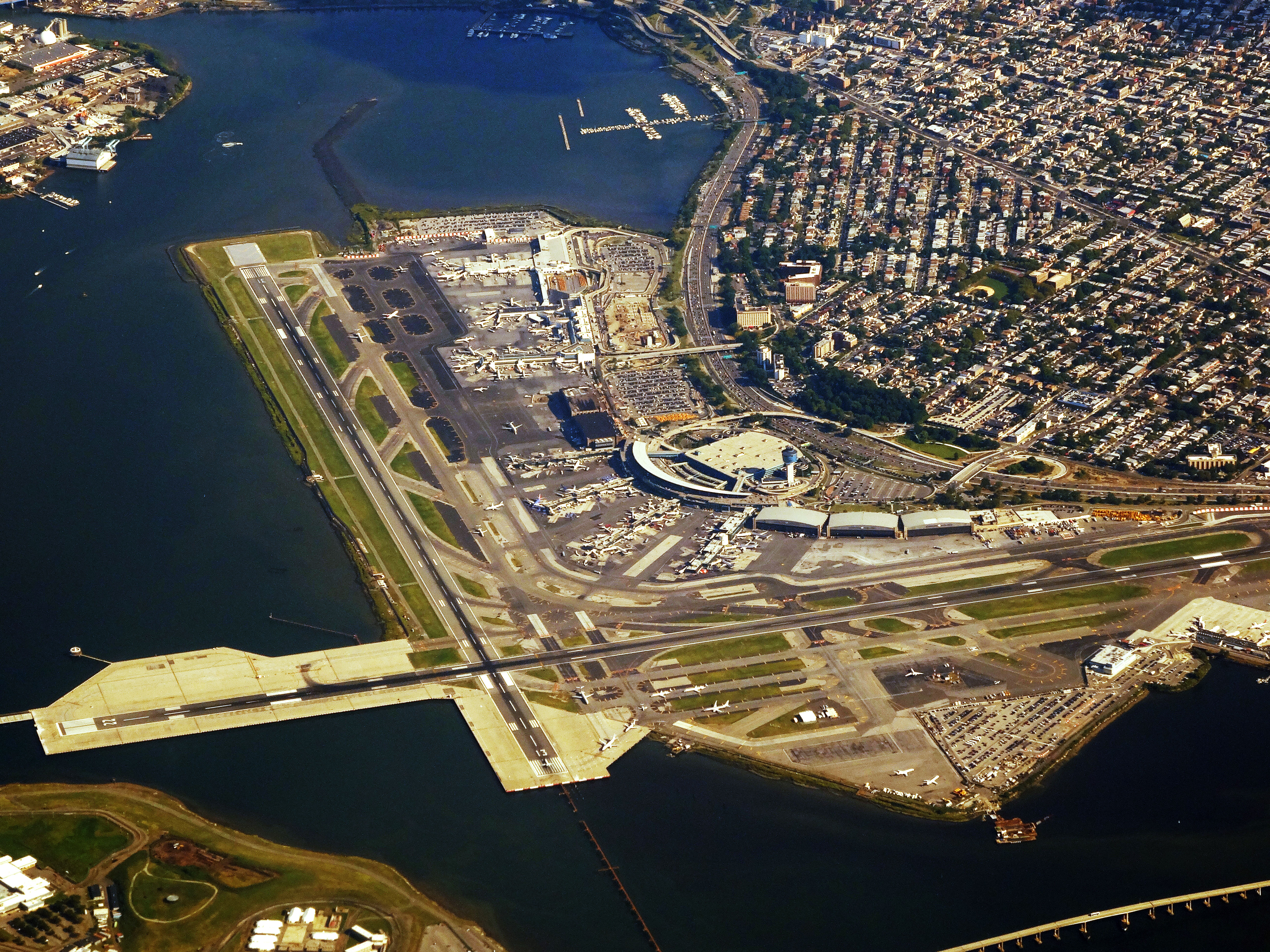
L'aeroporto LaGuardia. La pista 13 inizia in basso al centro e termina in alto a sinistra.

Il volo 1086 decollò dall'aeroporto Internazionale di Atlanta-Hartsfield-Jackson alle 08:45 EST, con arrivo previsto all'aeroporto LaGuardia di New York alle 10:48. A New York le condizioni meteorologiche erano pessime: era in corso una forte nevicata ed era presente una gelida nebbia; il comandante riferì più volte ai passeggeri che le condizioni a destinazione avrebbero potuto causare dei ritardi. Un altro MD-88 di Delta Air Lines era atterrato sulla stessa pista circa tre minuti prima del volo 1086. I piloti di questo confermarono che i controllori del traffico aereo avevano trasmesso i rapporti sull'azione di frenata all'equipaggio del volo Delta 1086; questi si basavano sui rapporti dei piloti di altri due voli che erano atterrati diversi minuti prima. Entrambi avevano riportato che l'azione di frenata sulla pista era "buona". Dopo l'incidente, i piloti dichiararono all'NTSB che la pista apparve tutta bianca (coperta di neve) quando l'aereo scese dal cielo coperto, pochi secondi prima dell'atterraggio.
L'aereo si stava avvicinando alla pista 13 ed era allineato con la sua linea centrale. Il pilota automatico rimase attivo fino a circa 230 piedi (70 m) dal suolo. La velocità durante la parte finale dell'avvicinamento fu di circa 140 nodi (260 km/h) e di 133 nodi (246 km/h) al touchdown, avvenuto alle 11:02. Pochi secondi dopo, l'MD-88 virò a sinistra di circa 10° rispetto alla direzione della pista, uscendo dalla superficie asfaltata. Scivolò lungo il prato innevato e, a circa 4 100 piedi (1 200 m) di distanza dalla testata della pista, l'ala sinistra sfondò la recinzione perimetrale. Dopo aver colpito un argine rialzato, che separava l'aeroporto dal mare, il velivolo scivolò per altri 900 piedi (270 m), questa volta in una direzione parallela a quella della pista. Si fermò a circa 5 000 piedi (1 500 m) dalla testata della pista 13, con il muso sospeso sopra il mare. L'ala sinistra distrusse circa 290 metri di recinzione.
L'MD-88 subì danni strutturali significativi, in particolare ai flap interni ed esterni, agli spoiler e al serbatoio del carburante dell'ala sinistra. Il radome, ovvero la parte posta davanti al muso dell'aereo, e il radar meteorologico furono gravemente danneggiati. Il danno alla parte inferiore della fusoliera si estendeva dalla parte anteriore dell'aeromobile fino al portellone posteriore. Anche il carrello di atterraggio anteriore e il vano elettronico principale si danneggiarono. Delta dichiarò il jet irreparabile, rendendo l'incidente la 37ª perdita di un McDonnell Douglas MD-80.
L'equipaggio riuscì a evacuare completamente solo dopo più di 17 minuti, mentre il velivolo stava perdendo carburante. Ventiquattro passeggeri subirono lesioni lievi, ma vennero tutti dimessi dagli ospedali in quattro giorni.
L'aeroporto venne chiuso immediatamente dopo l'incidente, alle 11.00 circa. Le piste furono riaperte alle 14:30. La pista 13 rimase chiusa fino alle 10:30 del mattino successivo, per permettere ai servizi di emergenza di sgombrare il luogo dell'incidente. L'aereo venne spostato in un hangar.
A bordo del volo 1086 si trovava Larry Donnell, giocatore di football americano statunitense dei New York Giants.

## Le indagini
Il 6 marzo 2015, il National Transportation Safety Board riferì che i dati del registratore vocale della cabina di pilotaggio, contenenti due ore di registrazioni, erano stati scaricati con successo. Inoltre, il registratore dei dati catturò l'intero volo e circa 50 parametri, tra cui velocità, altitudine, rotta e informazioni su motori e controlli di volo. Un meteorologo dell'NTSB esaminò le condizioni meteorologiche al momento dell'incidente, per determinare se il tempo era stato un fattore contribuente.
Gli investigatori esaminarono e testarono i sistemi ANTI-SKID (anti bloccaggio), l'autobrake (freno automatico) e gli inversori di spinta dell'aeromobile. Il selettore del freno automatico nella cabina di pilotaggio venne trovato nella posizione "MAX". La maniglia del cono di coda nella cabina passeggeri era stata azionata, presumibilmente a fini di evacuazione, e il cono posteriore si era staccato.
Le dichiarazioni iniziali fornite dai piloti all'NTSB rivelarono alcuni fattori che avrebbero potuto contribuire all'incidente. I piloti dichiararono di aver basato la loro decisione di atterrare sui rapporti di azione frenante "buona" che avevano ricevuto dal controllo del traffico aereo prima dell'atterraggio (sulla base delle segnalazioni fornite dagli aerei atterrati immediatamente prima di loro). Un altro MD-88 di Delta Air Lines era atterrato sulla stessa pista appena tre minuti prima. La pista apparve "tutta bianca" ai piloti quando uscirono dal cielo coperto, indicando che era coperta di neve. L'indagine dell'NTSB scoprì che l'ultimo sgombero della pista era stato effettuato circa 20-25 minuti prima dell'incidente. All'atterraggio, i piloti notarono che gli spoiler non si erano estesi automaticamente per rallentare l'aereo come avrebbero dovuto, quindi il primo ufficiale li dispiegò manualmente. Inoltre, l'autobrake era impostato su "max", ma i piloti non rilevarono alcuna decelerazione. Il comandante riferì anche di non essere stato in grado di impedire all'aeromobile di spostarsi verso sinistra.
In un aggiornamento pubblicato dall'NTSB il 2 aprile 2015, gli investigatori riferirono che i manuali operativi per gli equipaggi di MD-88 di Delta contenevano raccomandazioni riguardanti il rapporto di pressione dei motori in inversione di spinta in caso di atterraggio su piste "contaminate". A causa degli aumentati rischi legati alla decelerazione e al controllo direzionale, il valore del rapporto di pressione (EPR) doveva essere limitato a 1.3. L'indagine appurò che l'EPR del volo 1086, a sei secondi dopo il touchdown, arrivò a 1.9. L'inchiesta riscontrò anche che, all'atterraggio, la pressione dei freni aumentò in modo coerente con l'attivazione dell'autobrake.
Secondo un articolo del Wall Street Journal pubblicato il 9 marzo 2015, "i piloti e gli esperti di sicurezza aerea sanno da tempo che, quando vengono attivati gli inversori dell'MD-88, il suo timone, destinato ad aiutare nel controllo direzionale, a volte può non essere abbastanza per controllare le deviazioni laterali dal centro della pista".
Il rapporto finale dell'NTSB appurò che la probabile causa dell'incidente fu l'incapacità del pilota di mantenere il controllo direzionale dell'aereo a causa dell'eccessiva inversione di spinta, che degradò l'efficacia del timone nel controllare la direzione dell'aereo.